# Las alas de la vida
Las alas de la vida és una pel·lícula documental espanyola del 2007 dirigida per Toni Canet i que descriu la lluita per la dignitat en la vida i en la mort. El seu protagonista va morir el 26 d'abril de 2008, gairebé un any després de l'estrena de la pel·lícula.

## Sinopsi
El metge Carlos Cristos té 47 anys i se li diagnostica atròfia sistèmica múltiple (A.M.S) una malaltia terminal neurodegenerativa. Un dia crida a un director de cinema amic seu, Toni Canet i li proposa que registri la seva lluita per viure i morir dignament, sense dramatisme, i "si és possible amb un somriure", acompanyant-lo en el trànsit entre la vida i la mort. La història està enriquida per un grapat de personatges secundaris. Fou usada com a material escolar a les escoles franceses el 2008-2009.

## Premis i nominacions
- Nominada a la Medalla del CEC a la millor fotografia[5]
- Premi al millor documental als XVI Premis Turia.[6]
- Premi al millor documental a la Seminci de 2006.[7]